# Objecte estel·lar jove
Un objecte estel·lar jove és un estel en els primers estadis d'evolució. A la literatura científica escrita en anglès apareix amb l'acrònimYSO (young stellar object).
Aquesta classe la constitueixen dos grups d'objectes: les protoestrelles i les estrelles pre-seqüència principal. Algunes vegades se les diferencia per rang de massa: objectes estel·lars joves massius (en anglès: massiveYSO o MYSO), de massa intermèdia (en anglès: intermediate-mass YSO), de massa petita (en anglès: low-mass YSO) i nanes marrones.
Els objectes estel·lars joves són usualment classificats usant un criteri basat en el pendent de la seva distribució espectral d'energia, introduïda per Lada i Wilking. En basar-se en els intervals de valors de l'índex espectral {\displaystyle \alpha \,}els dos científics proposen tres classes (I, II i III)
{\displaystyle \alpha ={\frac {d\log(\nu F_{\nu })}{d\log(\nu )}}}.
Aquí {\displaystyle \nu \,} és la freqüència, {\displaystyle F_{\nu }} és la densitat de  flux.
L'índex {\displaystyle \alpha \,} es calcula en l'interval de longitud d'ona 2.2-20 {\displaystyle {\mu }m} (regió de l'infraroig proper i mig).
Posteriorment, el 1994, es va afegir una quarta classe de fonts amb espectre pla. El 1993 es discubriren els objectes de Classe 0, objectes amb emissió intensa en el rang submil·limètric, però febles en els {\displaystyle {\lambda }<10{\mu }m}
- Class 0: fonts indetectables en {\displaystyle {\lambda }<20{\mu }m}
- Class I: fonts amb {\displaystyle {\alpha }>0.3}
- Espectre pla: fonts amb {\displaystyle 0.3>{\alpha }>-0.3}
- Class II: fonts amb {\displaystyle -0.3>{\alpha }>-1.6}
- Class III: fonts amb {\displaystyle {\alpha }<-1.6}

Aquest esquema de classificació reflecteix grollerament una seqüència evolutiva. Els astrònoms creuen que moltes de les fonts immersa en la pols còsmica de Classe 0 evolucionen cap a l'estat de Classe I dissipant el seu embolcall circumestel·lar. De mica en mica, arriben a ser òpticament detectables en la línia de naixement estel·lar com estrelles de pre-seqüència principal.
Els objectes estel·lars joves estan relacionats a altres fenomenologies associades a la formació d'estrelles: dolls de gas circumestel·lars, fluxos de gas bipolars, màsers astrofísics, objectes de Herbig-Haro, discs protoplanetaris i discs circumestel·lar